# Darja Dmitrijewna Katschanowa
Darja Dmitrijewna Katschanowa (russisch Дарья Дмитриевна Качанова; * 17. September 1997 in Nischni Nowgorod) ist eine russische Eisschnellläuferin.

## Werdegang
Katschanowa hatte ihre ersten internationalen Erfolge bei den Juniorenweltmeisterschaften 2015 in Warschau. Dort holte sie die Bronzemedaille im Teamsprint und die Silbermedaille über 500 m. Im folgenden Jahr gewann sie bei den Juniorenweltmeisterschaften in Changchun die Silbermedaille über 1000 m und jeweils die Goldmedaille über 500 m und im Teamsprint. Bei den Juniorenweltmeisterschaften 2017 in Helsinki holte sie Bronze über 1500 m und jeweils Gold über 500 m und 1000 m. Im März 2017 wurde sie in Tscheljabinsk russische Meisterin im Sprint-Mehrkampf. Ihr Debüt im Weltcup hatte sie im Januar 2018 in Erfurt. Dort errang sie in der B-Gruppe über 500 m und 1000 m jeweils den ersten Platz und in der A-Gruppe den 20. Platz über 500 m und den vierten Platz über 1000 m. Im selben Monat wurde sie bei den Europameisterschaften in Kolomna Siebte über 1000 m und Fünfte über 500 m. Bei den Sprintweltmeisterschaft Anfang März 2018 in Changchun lief sie auf den 19. Platz. Zu Beginn der Saison 2018/19 wurde sie in Kolomna russische Meisterin über 500 m und 1000 m. Beim Weltcup in Tomakomai Ende November 2018 erreichte sie mit dem dritten Platz über 500 m ihre erste Podestplatzierung im Weltcup. Es folgten in Tomaszów Mazowiecki dritte Plätze über 500 m und 1000 m. Bei der Mehrkampfeuropameisterschaft 2019 in Klobenstein holte sie die Silbermedaille im Sprint-Mehrkampf. Im Februar 2019 gewann sie bei den Eisschnelllauf-Weltmeisterschaften in Inzell die Bronzemedaille im Teamsprint. Zudem kam sie dort auf den 11. Platz über 1000 m und auf den achten Rang über 500 m. Ende Februar 2019 wurde sie bei der Sprintweltmeisterschaft in Heerenveen Siebte. Die Saison beendete sie auf dem sechsten Platz im Gesamtweltcup über 500 m und auf den fünften Rang im Gesamtweltcup über 1000 m.

## Weltcupsiege im Team
| Nr. | Datum             | Ort                 | Disziplin    |
| --- | ----------------- | ------------------- | ------------ |
| 1.  | 22. November 2019 | Tomaszów Mazowiecki | Teamsprint 1 |

## Persönliche Bestzeiten
- 500 m      37,47 s (aufgestellt am 14. Februar 2020 in Salt Lake City)
- 1000 m    1:12,98 min (aufgestellt am 7. Februar 2020 in Calgary)
- 1500 m    1:57,28 min (aufgestellt am 2. November 2019 in Kolomna)
- 3000 m    4:39,11 min (aufgestellt am 9. März 2013 in Kolomna)